# Giovanni Paisiello
Giovanni Paisiello (Tarento, Reino de Nápoles, 9 de mayo de 1740 - Nápoles, Reino de Nápoles, 5 de junio de 1816) fue un compositor clásico italiano, miembro de la escuela napolitana, principalmente en el campo de la ópera bufa.

## Biografía
Asistió a un colegio donde su voz llamó la atención, por lo cual fue enviado al Conservatorio de San Onofrio, en Nápoles, en 1754. En ese conservatorio estudió con Francesco Durante.
Ya establecido en Nápoles, escribió varias óperas, la más importante de estas L'ldolo cinese.
Contrajo matrimonio con Cecilia Pallini, y en 1776 fue invitado por Catalina II de Rusia a San Petersburgo, donde pasó ocho años. Fue maestro de capilla en esta ciudad y de Nápoles. En San Petersburgo escribiría su ópera más famosa, El barbero de Sevilla (1782), basada en una comedia de Beaumarchais de 1775, si bien en el repertorio ha quedado oscurecida por El barbero compuesto por Rossini.
Fue director de la capilla musical de Napoleón Bonaparte en París, pero descontento con el público parisino, volvió a Nápoles y trabajó para los reyes José Bonaparte y Joaquín Murat.
Fue el compositor más popular a fines de siglo. Tuvo varios cargos importantes en la corte de Catalina II de Rusia (en San Petersburgo en 1776), en la de Napoleón (en París en 1802) y en la del rey de Nápoles. Su estilo rítmico y melódico influenció la música de Mozart, que lo admiraba.

## Obras
Hábil orquestador, es autor de más de cien óperas, de las cuales por lo menos treinta fueron muy exitosas, como La criada señora, El barbero de Sevilla o La bella molinera. También compuso abundante música religiosa.
- Il ciarlone (12-5-1764, Bolonia)
- I francesi brillanti (24-6-1764, Bolonia)
- Madama l'umorista, o Gli stravaganti (26-1-1765, Módena)
- L'amore in ballo (carnaval de 1765, Venecia, San Moisè)
- I bagni d'Abano (primavera de 1765, Parma)
- Demetrio (Lent. 1765, Módena)
- Il negligente (1765, Parma)
- Le virtuose ridicole (1765, Parma)
- Le nozze disturbate (carnaval de 1776, Venecia, San Moisè)
- Le finte contesse (2-1766, Roma, Valle) [Il Marchese di Tulissano]
- La vedova di bel genio (primavera de 1766, Nápoles, Teatro Nuovo)
- L'idolo cinese (primavera de 1767, Nápoles, Teatro Nuovo)
- Lucio Papirio dittatore (verano de 1767, Nápoles, Teatro di San Carlo)
- Il furbo malaccorto (invierno de 1767, Nápoles, Teatro Nuovo)
- Le 'mbroglie de la Bajasse (1767, Nápoles, Teatro dei Fiorentini)
- Alceste in Ebuda, ovvero Olimpia (20-1-1768, Nápoles, Teatro di San Carlo)
- Festa teatrale in musica (31-5-1768, Nápoles, PR) [Le nozze di Peleo e Tetide]
- La luna abitata (verano de 1768, Nápoles, Teatro Nuovo)
- La finta maga per vendetta (¿otoño? de 1768, Nápoles, Teatro dei Fiorentini)
- L'osteria di Marechiaro (invierno de 1768, Nápoles, Teatro dei Fiorentini)
- La serva fatta padrona (verano de 1769, Nápoles, Teatro dei Fiorentini) [rev. Le 'mbroglie de la Bajasse]
- Don Chisciotte della Mancia (verano de 1769, Nápoles, Teatro dei Fiorentini)
- L'arabo cortese (invierno de 1769, Nápoles, Teatro Nuovo)
- La Zelmira, o sia La marina del Granatello (verano de 1770, Nápoles, Teatro Nuovo)
- Le trame per amore (7-10-1770, Nápoles, Teatro Nuovo)
- Annibale in Torino (16-1-1771 Turín, Teatro Regio)
- La somiglianza de' nomi (primavera de 1771, Nápoles, Teatro Nuovo)
- I scherzi d'amore e di fortuna (verano de 1771, Nápoles, Teatro Nuovo)
- Artaserse (26-12-1771 Módena)
- Semiramide in villa (carnaval de 1772, Roma, Teatro Capranico)
- Motezuma (1-1772, Roma, Dame)
- La Dardanè (primavera de 1772, Nápoles, Teatro Nuovo)
- Gli amante comici (otoño de 1772, Nápoles, Teatro Nuovo)
- Don Anchise Campanone (1773, Venecia) [rev. Gli amante comici]
- L'innocente fortunata (carnaval de 1773, Venecia, San Moisè)
- Sismano nel Mogol (carnaval de 1773, Milán, Teatro Regio Ducal)
- Il tamburo (primavera de 1773, Nápoles, Teatro Nuovo) [Il tamburo notturno]
- Alessandro nell'Indie (26-12-1773, Módena)
- Andromeda (carnaval de 1774, Milán, Regio Ducal)
- Il duello (primavera de 1774, Nápoles, Teatro Nuovo)
- Il credulo deluso (otoño de 1774, Nápoles, Teatro Nuovo)
- La frascatana (otoño de 1774, Venecia, San Samuele) [L'infante de Zamora]
- Il divertimento dei numi (4-12-1774, Nápoles, Reale)
- Demofoonte (carnaval de 1775, Venecia, San Benedetto)
- La discordia fortunata (carnaval de 1775, Venecia, San Samuele) [L'avaro deluso]
- L'amor ingegnoso, o sia La giovane scaltra (carnaval de 1775, Padua)
- Le astuzie amorose (primavera de 1775, Nápoles, Teatro Nuovo)
- Il Socrate immaginario (otoño de 1775, Nápoles, Teatro Nuovo)
- Il gran Cid (3-11-1775, Florencia, Teatro della Pergola)
- Le due contesse (3-1-1776, Roma, Teatro Capranica in Palazzo alla Valle)
- La disfatta di Dario (carnaval de 1776, Roma, Teatro Argentina)
- Dal finto il vero (primavera de 1776, Nápoles, Teatro Nuovo)
- Nitteti (28-1-1777, San Petersburgo)
- Lucinda e Armidoro (otoño de 1777, San Petersburgo)
- Achille in Sciro (6-2-1778, San Petersburgo)
- Lo sposo burlato (24-7-1778, San Petersburgo)
- Gli astrologi immaginari (14-2-1779, San Petersburgo, Hermitage) [Le philosophe imaginaire]
- Il matrimonio inaspettato (1779, Kammenïy Ostrov) [La contadina di spirito]
- La finta amante (5-6-1780 Mogilev) [Camiletta]
- Alcide al bivio (6-12-1780, San Petersburgo, Hermitage)
- La serva padrona (¿10?-9-1781, Tsárskoye Seló)
- Il duello comico (1782, Tsárskoye Seló) [rev. Il duello]
- Il barbiere di Siviglia, ovvero La precauzione inutile (26-9-1782, San Petersburgo)
- Il mondo della luna (1782, Kammenïy Ostrov)
- Il re Teodoro in Venezia (23-8-1784, Viena, Burg)
- Antigono (12-10-1785, Nápoles, Teatro di San Carlo)
- La grotta di Trofonio (12-1785, Nápoles, Teatro dei Fiorentini)
- L'Olimpiade (20-1-1786, Nápoles, Teatro di San Carlo)
- Le gare generose (primavera de 1786, Nápoles, Teatro dei Fiorentini) [Gli schiavi per amore; Le bon maître, ou L'esclave par amour]
- Pirro (12-1-1787, Nápoles, Teatro di San Carlo)
- Il barbiere di Siviglia, ovvero La precauzione inutile [rev.] (1787, Nápoles, Teatro dei Fiorentini)
- La modista raggiratrice (otoño de 1787, Nápoles, Teatro dei Fiorentini) [La scuffiara amante, o sia Il maestro di scuola napolitano; La scuffiara raggiratrice]
- Giunone e Lucina (8-9-1787, Nápoles, Teatro di San Carlo)
- Fedra (1-1-1788, Nápoles, Teatro di San Carlo)
- L'amor contrastato (carnaval de 1789, Nápoles, Teatro dei Fiorentini) [L'amor contrastato o sia La molinarella]
- Catone in Utica (5-2-1789, Nápoles, Teatro di San Carlo)
- Nina, o sia La pazza per amore (25-6-1789, Caserta)
- I zingari in fiera (21-11-1789, Nápoles, Teatro dei Fiorentini)
- Le vane gelosie (primavera de 1790, Nápoles, Teatro dei Fiorentini)
- Zenobia in Palmira (30-5-1790, Nápoles, Teatro di San Carlo)
- La molinara (1790, Viena) [rev. L'amor contrastato]
- Nina, o sia La pazza per amore [rev.] (1790, Nápoles, Teatro dei Fiorentini)
- Ipermestra (6-1791, Padua)
- La locanda (16-6-1791, Londres, Pantheon) [La locanda di falcone; Lo strambo in Berlina]
- I giuochi d'Agrigento (16-5-1792, Venecia, Fenice)
- Il fanatico in Berlina (1792, Nápoles, Teatro dei Fiorentini) [rev. La locanda]
- Il ritorno d'Idomeneo (otoño de 1792, Perusa)
- Elfrida (4-11-1792, Nápoles, Teatro di San Carlo) [Adevolto]
- Elvira (12-1-1794, Nápoles, Teatro di San Carlo)
- Didone abbandonata (4-11-1794, Nápoles, Teatro di San Carlo)
- Nina, o sia La pazza per amore [rev. 2] (1795, Nápoles, Teatro dei Fiorentini)
- Chi la dura la vince (9-6-1797, Milán, ¿Scala?)
- La Daunia felice (26-6-1797, Foggia, Palazzo Dogana)
- Andromaca (4-11-1797 Nápoles, Teatro di San Carlo)
- L'inganno felice (1798 Nápoles, Teatro dei Fiorentinio)
- L'isola disabitata (1799, Lisboa, Teatro San Carlos)
- Proserpine (28-3-1803, París, Opéra)
- Elisa (19-3-1807, Nápoles, Teatro di San Carlo) [+ Mayr]
- I pittagorici (19-3-1808, Nápoles, Teatro di San Carlo)
- Il nuovo maestro di cappella (desconocido).